# Károlyváros
Károlyváros (horvátul Karlovac, németül Karlstadt, latinul Carlostadium) horvátországi város Károlyváros megyében.

## Fekvése
A város Zágrábtól 56 km-re délnyugatra, a Kulpa, a Korana és a Mrežnica folyók összefolyásánál épült, ott, ahol a Dinári-hegység a Pannon-síksággal találkozik. Közigazgatásilag Károlyváros községhez tartozó települések: Banska Selnica, Banski Moravci, Blatnica Pokupska, Brezova Glava, Brežani, Brođani, Cerovac Vukmanićki, Donja Trebinja, Donje Mekušje, Donje Pokupje, Donji Sjeničak, Gornja Trebinja, Gornje Stative, Gornji Sjeničak, Goršćaki, Husje, Ivančići Pokupski, Ivanković Selo, Ivošević Selo, Kamensko, Kablar, Karasi, Karlovac, Klipino Brdo, Kljaić Brdo, Knez Gorica, Kobilić Pokupski, Konjkovsko, Koritinja, Ladvenjak, Lipje, Luka Pokupska, Mahićno, Manjerovići, Okić, Popović Brdo, Priselci, Rečica, Ribari, Skakavac, Slunjska Selnica, Slunjski Moravci, Šebreki, Šišljavić, Tušilović, Tuškani, Udbinja, Utinja, Vodostaj, Vukmanić, Vukoder, Zadobarje, Zagraj és Zamršje.

## Nevének eredete
II. Károly főhercegről, Stájerország, Karintia és Krajna uráról, I. Ferdinánd magyar király egyik fiáról nevezték el.

## Története

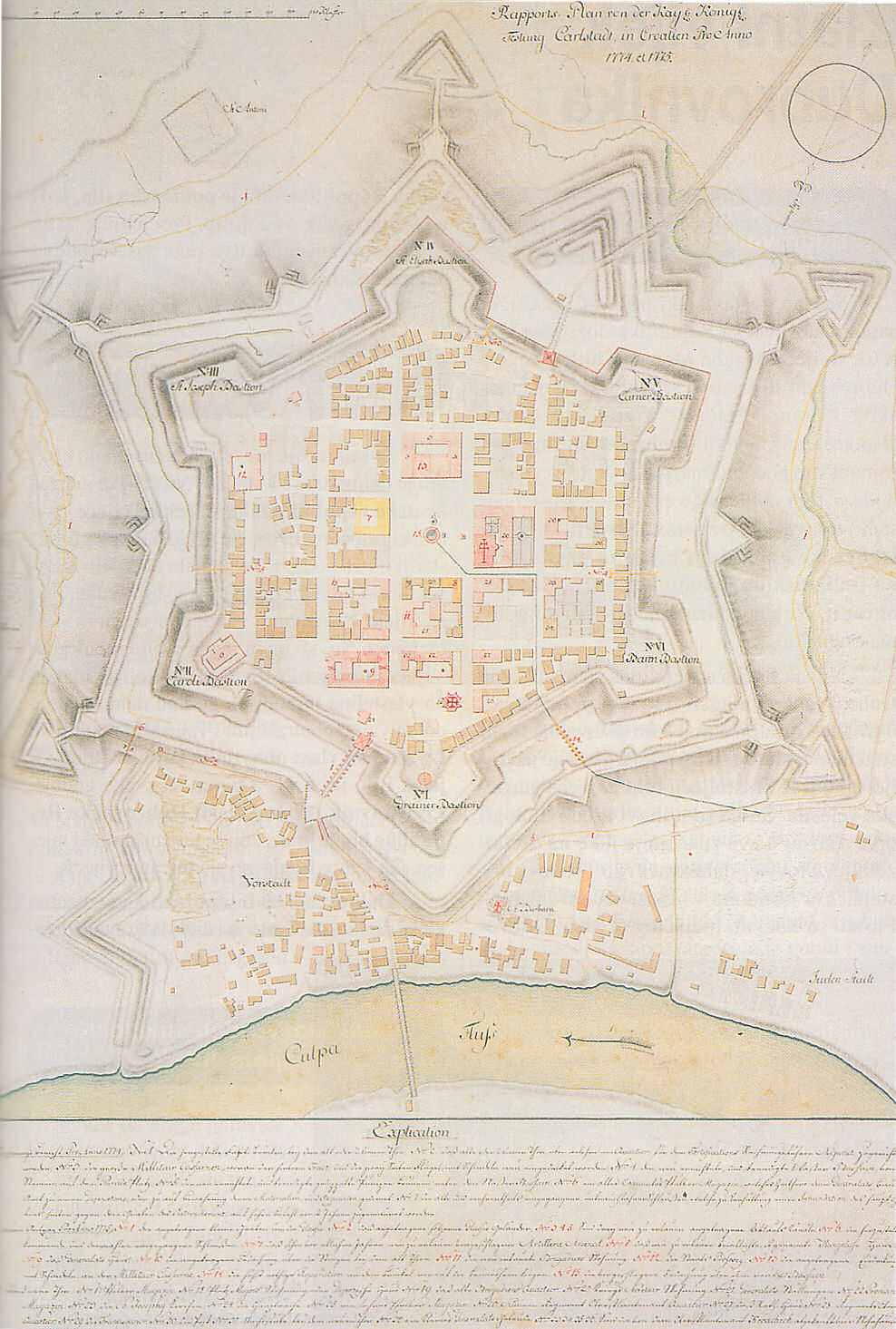
A vár tervrajza 1774-ből

A mai Károlyváros területe a 13. században épített Dobóc várának uradalmához tartozott. A várat a 14. században Nagy Lajos király a Czudar nemzetségnek adományozta. A vár aljában kifejlődött település mezővárosi ranggal bírt, a podgorjei főesperességhez tartozó dubovaci plébániatemplomát Szent Mihály tiszteletére szentelték, 1501-ben említették először.
A török betörések visszaverésére a dubovaci vár közelében 1579-ben várat kezdtek építeni, amelyet II. Károly főhercegről neveztek el. Az építés irányítója a neves építész, Martin Gambon volt. A várfalakon belüli térséget 24 szabályos térközre osztották. Geometriai középpontjában alakították ki a városmagot a főbb katonai és szakrális épületekkel. A reneszánsz főtéren még 1580-ban felépült a korai Szentháromság-plébániatemplom. A 16. és 17. században a katonai igazgatás során a város arculata fokról fokra alakult ki. Az egykori vár ma is a városközpont szerkezetének meghatározója, bár falait nagyrészt elbontották. A várost története során többször pusztította tűzvész, melyek közül a legnagyobb az 1594-es volt, melyben az egész város leégett. 1663. október 11-én a város határában verte meg Zrínyi Péter serege az Új-Zrínyivár ellen vonuló boszniai pasát. A török a várat összesen hétszer támadta, de elfoglalni sohasem tudta. Az utolsó török támadás 1672-ben volt.
A 18. század első évtizedeiben elkezdődött a városnak a falakon kívüli terjeszkedése. Megindult a falak és bástyák korszerűsítése, valamint a lakóházaknak a tűznek jobban ellenálló anyagból történő építése. A hatszögű csillag alakú, füles bástyákkal erősített vár kora várépítészetének egyik remeke volt. 
A város 1693-ban korlátozott önrendelkezést kapott. 1763-ban megválasztották a város első magisztrátusát. Két évvel később megalapították a gimnáziumot. A török veszély elmúltával a katonai jelleget mindinkább a kereskedelmi váltotta fel, bár a szigorú katonai előírások fékezték a gazdasági fejlődést és lehetetlenné tették a szabad kereskedelem és ipar kifejlődését. A katonai korlátokkal való elégedetlenség arra késztette a város lakóit, hogy Mária Teréziától szabad királyi városi jogokat, egyúttal a katonai közigazgatás megszüntetését és a Horvátországhoz való visszacsatolást kérelmezzék. A kérést 1770. február 25-én megtartott ülésén a horvát szábor is támogatta. Közben 1773-ban nagy pestisjárvány pusztított, melyben a lakosság fele veszett oda. Végül az uralkodó 1776-ban kiadott rendeletével Fiume városával és kikötőjével, valamint a Karolina út jobb oldalán található buccari kamarai birtokokkal együtt Károlyvárost is visszacsatolta Horvátországhoz. Az újonnan visszacsatolt részekből pedig megalapította a rövid életű Szerverin (helytelenül Szörény) vármegyét. A Mária Terézia által szabad királyi városi rangra emelt Károlyváros kiváltságait 1781-ben II. József címeres oklevéllel erősítette meg. Amikor 1786-ban II. József Szeverin vármegyét megszüntette, a Kulpán túli területekkel együtt a várost Zágráb vármegyéhez csatolta. 
A 18. században a várost három fontos útvonal megépítésével kötötték össze a tengerparttal. A Károly-út (Carolina) Károlyváros és Fiume, a Jozefina út Károlyváros és Zengg, a Ludovika út pedig szintén Károlyváros és Fiume között épült meg. A 18. század végére a Kulpán folyó hajóközlekedés első, a 19. század közepén pedig másodvirágzását élte. A város jelentősége különösen 1873-tól a Budapest-Zágráb-Fiume vasútvonal kiépülésével nőtt meg. Ma is itt halad el a tengerpart irányába tartó vasútvonal és autópálya.

A 20. század elejére Károlyváros a Horvát Királyság harmadik legfontosabb városává nőtte ki magát. Ipari központtá vált, mely főként a textil-, a bőripar, az építőanyag-gyártás és faipar, valamint a fémipar tekintetében lett jelentős. Ma itt van az ország legnagyobb sörgyára is. A szerb–horvát háborúban a város közelében harci cselekmények zajlottak, a frontvonal 1995-ben alig öt kilométerre húzódott és Károlyvárost súlyos támadások is érték. Különösen a város délkeleti része szenvedett komoly károkat. 1991. szeptember 21-én város Korana-hídjánál a horvátországi háború idején a Jugoszláv Néphadseregből ejtett 13 hadifoglyot öltek meg a horvát katonák. Négy másik ember túlélte a mészárlást, közülük ketten megsérültek. 
2001-ben Károlyvárosnak 59 395 lakosa volt.

## Nevezetességei
- A vár sáncait ugyan nagyrészt lerombolták, de ma is meghatározó elem a belváros szerkezetében.

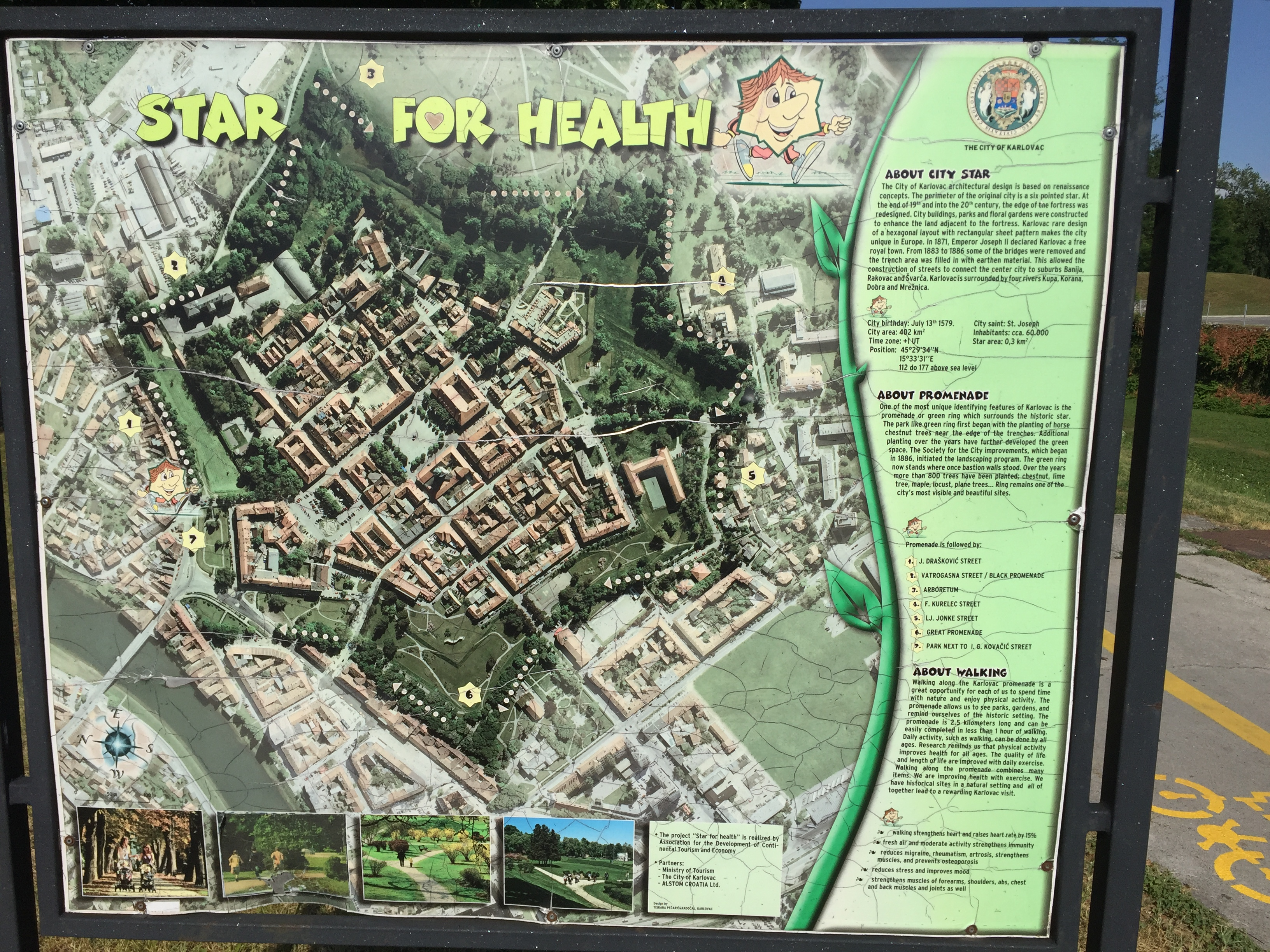
Nagy Promenád térképes útmutató

- Nagy Promenád térképes útmutatóA vár körüli 2,5 km hosszú sétány Európában is egyedülálló, legszebb része a Nagy Promenád. A sétány mellett hatalmas zöld területek húzódnak gesztenyefákkal.
- Fő egyházi nevezetességei a Szentháromság-, a Szűz Mária-plébániatemplom és az ortodox Szent Miklós-templom.
  - A Szentháromság-plébániatemplom[2] a vár építésével egyidejűleg, 1580-ban épült kora barokk stílusban. A templomhoz csatlakozó ferences kolostort 1658-ban kezdték építeni és a legrégibb része 1669-ben készült el, majd az építkezés a nyugati szárnnyal 1676-ig folytatódott. A lorettói kápolnát 1660 körül építtette a vár parancsnoka, Herbard Auersperg generális. 1672 és 1674 között a plébániatemplomot is átépítették a ferences atyák. 1692 áprilisában egy tűzvészben az épületegyüttes legnagyobb része leégett, mely után szinte alapjaitól kellett újjáépíteni. Az építési munkálatok az egész 18. században tartottak. A templom legrégibb és legértékesebb része a fekete márvány főoltár 1698-ban készült, M. Cusse ljubljanai mester munkája. A főoltár képe 1796-ban készült, ez már a harmadik főoltárkép az idők során. A főoltár jobb oldalán Keresztelő Szent János, a bal oldalon Szent Ilona fehér márványszobra áll. A főoltárkép felett Assisi Szent Ferenc képe két angyal között látható. A templomnak még két mellékoltára van Jézus Szentséges Szíve és Mária Szíve tiszteletére szentelve. Mindkettő 1896-ban készült. A Lorettói kápolna egyedülálló oltárral rendelkezik, rajta a Fekete Madonna 1700 körül készült szobrával és az ezt övező 1775-ben készített gazdagon faragott barokk kerettel. A Szent Antal kápolna 1689-ben faragott oltára már 1742-ben állt a plébániatemplomban, majd a kápolna elkészülte után a 18. század közepén vitték át mai helyére. A kápolnát 1906-ban Alojzije Zoratti maribori mester festette ki. A Lourdes-i kápolna a lourdes-i barlanggal és a Szűzanya alakjával 1904-ben készült. A templomhoz csatlakozó ferences kolostorban 1987-ben egyházművészeti múzeum nyílt számos régi könyvritkasággal.
  - A Szent Miklós-templomot[3]  1784 és 1786 között építették J. Stiller tervei alapján. A templom a károlyvárosi Zvijezda főterén, a ferences kolostorral szemben található. A horvátországi háború idején megsemmisült, de a háborút követően rekonstrukcióként újjáépítették. Az épület egyhajós, kereszt alaprajzú, a szentély téglalap alakú, levágott sarkokkal. A hajót csehsüvegboltozattal boltozták. Az 1813-ban A. Teodorović műhelyében készült ikonosztáz ikonjait megmentették, míg a berendezés többi részét a honvédő háború pusztította el. Így ma a templomban az eredeti ikonosztáz látható.
  - A Kulpa folyó partján álló Havas Boldogasszony-templomot magában foglaló pálos kolostort metlikai Frangepán Katalin grófnő alapította 1404-ben. Az 1570-es török támadások alatt pusztult és sokáig elhagyatott volt. A 17., 18. és 19. század során felújították és kibővítették. Említésre méltó 17. és 18. század rendkívül értékes berendezése. 1760 körül a templomot és a kolostort Gabriel Taller pálos festőművész festette ki, akinek a sekrestyében volt a műhelye. A templom gótikus eredetű barokk épület, téglalap alaprajzzal, hosszúkás szentéllyel, a szentélytől északra levő sekrestyével és a homlokzattól északra emelkedő harangtoronnyal. A három épületszárnyból álló kolostort a templommal folyosóval kötötték össze.[4]
  - Dobóc várának keleti oldalán áll az 1683 és 1732 között épített Havas Boldogasszony-plébániatemplom.[5]  Egyhajós, téglalap alaprajzú épület, hosszúkás, ötoldalas szentéllyel, a szentély melletti sekrestyével és a főhomlokzat előtti harangtoronnyal. Szentélye eredetileg önálló templomként funkcionált egy különálló harangtoronnyal melyet 1683-ig őrtoronyként használtak. Mai megjelenését 1828-ban kapta, amikor bővítették, valamint barokk berendezéssel, valamint biedermeier és szecessziós freskókkal ékesítették.
  - A Szent Dorottya-templom a városon kívül, egy magaslaton található. Egyhajós épület, téglalap alaprajzú hajóval, valamivel keskenyebb, négyzet alakú szentéllyel és a homlokzat előtti harangtoronnyal. Barokk fa főoltára a 18. század elejéről származik. A kápolnát 1687-ben említik először a turanji uradalom oltalma alatt. A 18. század első felében, amikor a templom kegyura Perlas gróf volt, harangtornyot építettek hozzá, és a kápolnát is jelentősen átépítették és átalakították. Elrendezése és elhelyezkedése azt jelzi, hogy a kápolna egy régebbi épület alapjaira épült.[6]
  - A hrnetići Szent Márton-templom az egykor önálló falu temetőjében áll. Egyhajós épület, a hajó keleti fala mentén kialakított kápolnával. a hajónál keskenyebb, sokszög záródású szentély nyugati oldalán található a sekrestye, a harangtorony pedig a főhomlokzat tengelyében áll. A 19. és 20. század fordulóján a templom belsejét átalakították. Később a régi berendezés helyébe az 1881-ből származó neo stílusú főoltár és az 1925-ben készült a mellékoltár került. Ugyancsak 1925-ben a templom belsejét Martin Rutar festette ki. A templomot Patacsich grófok építtették 1741 és 1756 között egy régebbi szakrális épület helyén, ahonnan az oldalkápolna (egykori sekrestye) származik. A 19. század folyamán a homlokzatot klasszicista stílusban építették át.[7]
  - A város előtt, egy dombon az erdőben található a Szent Margit-kápolna. Egyhajós, téglalap alaprajzú épület, a hajó szélességének megfelelő, félköríves szentéllyel, a főhomlokzat felett harangtoronnyal és a hajótól északra található sekrestyével. A román alapokon álló kápolnát a 17. században építették újjá, majd az 1880-as földrengés után ismét helyreállították, amikor a régi harangtorony helyén új harangtornyot építettek. A 17. századi berendezés épségben megmaradt.[8]
- A plébániatemplom homlokzata előtt, a téren áll az 1691-ben itáliai barokk stílusban emelt pestisoszlop a Madonna szobrával.
- A főtér közepén 1869-ben épített, szobrokkal és terrakottával díszített kút áll.
- A városi múzeum[9] épülete egykor a Zrínyiek palotája volt. Építtetője Frangepán Kristóf generális volt a 17. században. 1641-ben itt tartották Zrínyi Péter és Frangepán Katalin esküvőjét. Zrínyi Péter kivégzése után ezt is elvették a családtól. Ezt követően Herberstein generális, Patacsich báró, majd a Szluini ezred volt a tulajdonosa. 1952-ben teljesen megújították. Ma ez Károlyváros legrégibb polgári építésű épülete. Gazdag, mintegy 18 000 tárgyból álló természetrajzi, régészeti, kultúrtörténeti és néprajzi gyűjtemény található benne.
- A főtér lakóházai közül említésre méltó a Draškovich grófok 1828-ban Felbinger zágrábi építész tervei szerint épített palotája.
- A Gutterer-palota[10] az ún. „Zvijezda” területén elhelyezkedő egyemeletes, tetőteres, U alaprajzú saroképület. Az érett barokk stílusjegyeit hordja magán, eredetisége és építészeti értéke miatt a város legértékesebb történelmi épületállományába tartozik. Ivan Gutterer nagykereskedő és Károlyváros első polgármesterének háza 1780 körül épült az építtető és Josip Stillernek a városi kőműves céh tervezőjének tervei alapján. Földszintjébe két régebbi házat építettek be, amelyek közül az egyik a Piarista Alapítványé volt.
- A Kulpa folyó kanyarulatában, a „Kaštel” nevű birtokon épült az a főúri épületegyüttes, amelyet a Zrínyiek, majd Orsich és Patacsich családok tulajdonában említenek. A 18. században épült, majd miután 1825-ben Laval Nugent gróf megvásárolta felújították és átépítették. A komplexumból az egykori kastély maradt fenn a melléképülettel. A tágas parkot az 1920-as években pusztították el, amikor a gazdasági épületek helyén megépítették az Isis gyárat (a mai Plivát). A kastély egyemeletes, téglalap alaprajzú ház, a földszinten csehsüvegboltozattal és jellegzetes, klasszicista stílusú homlokzatokkal. A melléképület egyemeletes, téglalap alaprajzú ház a földszinten dongaboltozattal.[11]
- A Vraniczany család palotája[12] a Zrínyi Péter tér 7. szám alatt áll. Az u alaprajzú, egyemeletes épület egyike a város legreprezentatívabb palotáinak. Főhomlokzata a térre, udvara pedig a Zvijezda sétányára néz.  A palotát két régebbi lakóház helyén 1869-ben építtette Vranyczany Miklós báró kora historizáló stílusban. Fennmaradt minőségi eredeti berendezése.
- A városháza a 18. században épült, 1906-ban bővítették.
- Az egykori károlyvárosi erőd közepén, a város főterén található az egykori nagykaszárnya négy épületszárnyú, különálló kétemeletes épülete. A téglalap alaprajzú, amelynek hosszabbik oldala a tér felé néz, egy árkádos belső udvart zár be. A korabarokk, monumentális épületet 1752-ben a károlyvárosi helyőrség gyalogsági laktanyájának céljára építették az erőd főmérnöke, Antun Bendl tervei szerint és felügyelete alatt. 1883-tól gyalogezred állomásozott a laktanyában, az első világháború után pedig a Zrínyi laktanya működött benne. A laktanya rendeltetése az idők során nem változott, de kisebb átalakítások ellenére az eredeti belső és külső kialakítás megmaradt.[13]

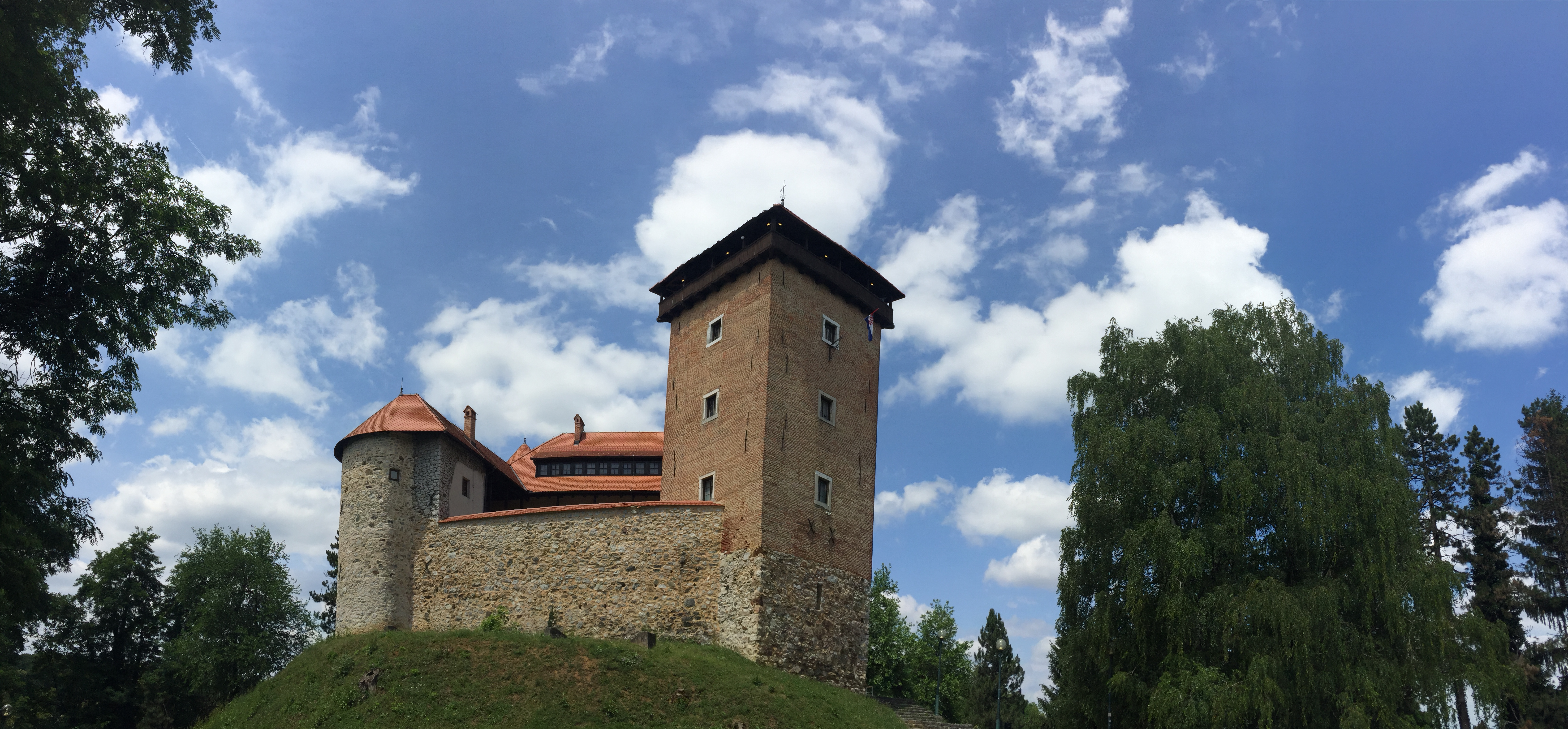
Dobóc vára

- Dobóc váraA város határában áll Dobóc (Dubovac) középkori vára[14] (Stari Grad Dubovac). A vár a 14. században a Czudar családé, 1442-től a Frangepánoké volt. 1544-ben a Frangepán István és Zrínyi Miklós közötti szerződés értelmében a Zrínyieké lett. 1582-ben Zrínyi Györgytől a király vásárolta meg és a károlyvárosi vár parancsnokának irányítása alá került. A 19. században már csak lőporraktárként szolgált. 1896-ban Károlyváros megvásárolta és nagyrészt felújíttatta. Ma helytörténeti múzeum és szálloda működik benne. A múzeumot az egykori lakótoronyban rendezték be. Az első emelet románkori, a második emelet gótikus, a harmadik emelet a barokk kor jellegzetességei szerint van berendezve, míg a legfelső szinten kilátó található.
- Vjetoslav Karas galériáját 1952-ben alapították, a 19. és 20. század helyi festőinek műveiből látható itt kiállítás.
- A Korana folyó partja népszerű szabad strand. Az öreg fahidat is érdemes megtekinteni. A raklapszerű elemekből álló építményen kizárólag gyalogos forgalom engedélyezett.
- A zsidó temetőt 1816-ban alapították, mai képét a ravatalozó 1892-es építése után kapta. A sírok a terep lejtését követve sűrű sorokban vannak elrendezve. Az askenázi síroknál a fekete gránitból készült magas, piramis alakú sírkövek dominálnak, míg a többi sír általában fehér márványból készült lekerekített háromszög alakú, a kisebb síroknál az egyszerű, függőleges oldalú monolitok dominálnak. A síremlékeket koruk legmagasabb színvonalú kőfaragó műhelyei készítették Zágráb, Károlyváros, Bécs, Graz, Ljubljana és Budapest területéről.[15]
- A város katolikus temetőjének műemléki védelem alatt álló síremléke a neves horvát szobrászművész, Ivo Kerdić „Nyugvó géniusz” című alkotása, mely dr. Ivan Banjavčić (1843.-1913.) ügyvédnek, a város egykori polgármesterének a sírján található. Egy fehér márvány posztamensen elhelyezett, torz helyzetben fekvő bronz férfi akt, melyet 1915-ben avattak fel.[16] Ugyancsak a temetőben állnak a Hoffmann,[17] a Vraniczany,[18] a Türk[19] és Turković családok mauzóleumai, valamint a Mindenszentek-kápolna. A katolikus temető északi részén található klasszicista sírkő Mihajlo Stipić gazdag károlyvárosi hajózási nagykereskedő tiszteletére készült 1808-ban. A katolikus temető legrégebbi emlékműve.[20]
- A honvédő háborúban Károlyváros védelmében elesett hősök emlékműve a város új részén található. Az emlékmű négy párhuzamos, azonos méretű és irányú, rozsdamentes acélcsíkból áll, szimbolizálva a város négy folyóját. A acél csíkok tér felszínén futnak, és hullámként emelkednek fel, falat képezve délkeletre, ahonnan a háború alatt veszély érkezett. A 2009-ben emelt emlékmű Alem Korkut akadémiai szobrászművész elképzelése alapján Damir és Judita Ljutić építészek tervei szerint készült el.[21]
- A város határában, a Lujzijana út mentén található Borlin-forráson bécsi Flegel, Karl & Stark vállalat és károlyvárosi mérnök munkatársuk, Rieszner tervei alapján 1914-ben vízkutakat építettek. A kutak, a tározók és a gépházak rendkívül dekoratív homlokzatai eklektikus kialakításúak, szecessziós elemekkel. A mérnökök lakásaival is rendelkező üzemi épület, eredetileg a 19. század közepén épült és Sladović földbirtokos, nagykereskedő kastélya volt, egy olyan komplexum része, amelyet eredeti formájában a mai napig teljes egészében megőriztek.[22]

## Városnegyedek
- Banija – a város legnagyobb negyede a Kulpától a Gaza városrészig húzódik.
- Borlin – a Karlovačka sörgyár, az ország legnagyobb sörgyára a borlini forrás tiszta vizét használja.
- Drežnik-Hrnetić
- Dubovac – a legősibb városnegyed, Dubovac középkori vára körül alakult ki.
- Gaza – a Kulpa és a Korana között fekszik. Nagy töltése a Korana zuhatagáról a Banijai hídig húzódik. A honvédő háború idején itt húzódott a frontvonal, az ellenséges vonalaktól csak a mekušani mező és a Korana választotta el.
- Grabrik
- Logorište
- Luščić-Jamadol
- Mostanje
- Novi Centar – a legjelentősebb objektumai az új városi piac, a városi könyvtár és a Jézus Szíve plébániatemplom.
- Orlovac
- Rakovac
- Švarča
- Turanj – a város déli részén fekszik. Ez a városnegyed szenvedte el a legnagyobb károkat a honvédő háború során.
- Zvijezda – magyarul csillag, ugyanis az egykori károlyvárosi erőd hatágú csillag alakját formázza. Itt van a város központja a Szentháromság templommal.

## Közlekedés
Károlyvároson keresztül halad a Zágráb–Fiume-vasútvonal. A Zágráb–Károlyváros-vasútvonalat 1863–1865 között építették, majd 1869–1873 között készült el a Károlyváros–Fiume-vonal. A ma is álló vasútállomást 1903–1905 között építették Pfaff Ferenc tervei alapján. Műemléki védettséget élvez.

## Kultúra

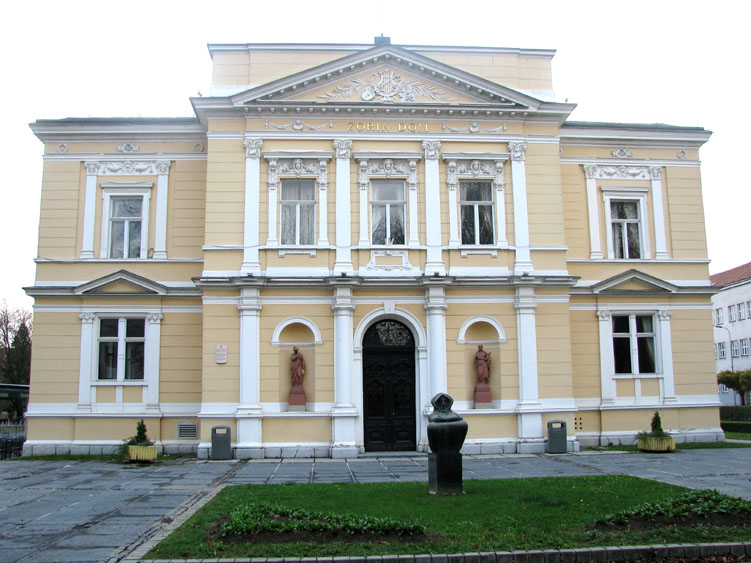
Zorin-ház

Károlyváros büszkélkedhet az ország legrégebbi zeneiskolájával, az első énekkarával: a Zorával, és az elsők között volt a városban horvát nyelvű olvasókör.
A városi színházban, a Zorin-házban számos dráma- és zenei előadást tartanak egész éven át. A városi múzeumban a vidék kulturális, természeti, történelmi kiállításait láthatjuk. A következő részlegek tartoznak a múzeumhoz: természettudományi, archeológiai, néprajzi, kulturális-történelmi, történelmi és a Vjekoslav Karas Galéria. A múzeum épülete a Strossmayer tér 7. alatt van, a galéria pedig a Šestićev utcában. A Ribar család szülőhelye Vukmanićban van. A nyár végén sörfesztivált rendeznek.
A városban van a Felsőkarlováci eparchiátus központja, amely szerb ortodox felekezetű. Itt található a horvátországi szlovének nemzeti irodalmi központja.

## Híres emberek

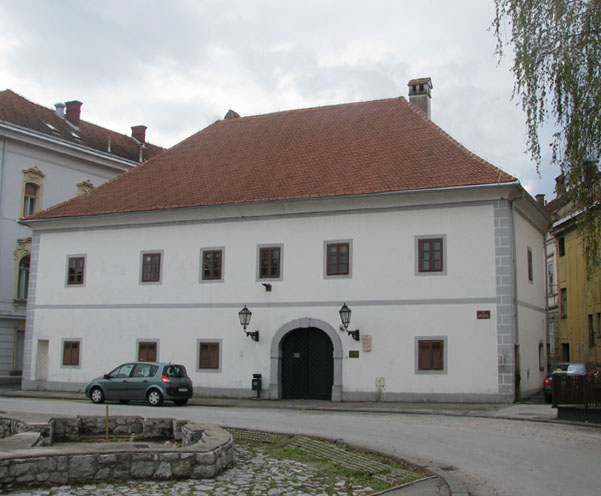
Városi múzeum

- Beuther Mihály (1522–1587) történetíró, nyelvtudós
- Frangepán Ferenc Kristóf (1643–1671) horvát nemes, író
- Verhovácz Miska (1752–1827) zágrábi püspök
- Wranich Antal (1764–1820) író, műfordító
- Dragojla Jarnević (1812–1874) illír irodalmár
- Vjekoslav Karas (1821–1858) horvát festő
- Radoslav Lopašić (1835–1893) horvát történész
- Slava Raškaj (1877–1906) horvát festőnő
- Braća Seljan, Mirko Seljan (1871–?) és Stjepan Seljan (1875–1936), afrikai és dél-amerikai felfedezőutak résztvevői
- Gajo Petrović (1927–1993) horvát gyógyszerész
- Kasztori Rudolf (1935) szerbiai magyar agrármérnök, növényfiziológus, MTA-tag
- Borislav Cvetković (1962) olimpiai bajnok labdarúgó
- Daniela Trbović (1963) horvát tévés műsorvezető
- Davor Gobac (1964), a Psihomodo popénekese
- Ivanka Boljkovac operaénekes
- Alfred Freddy Krupa (1971) festő, a New Ink Painting mozgalom úttörője
- Većeslav Holjevac, Zágráb polgármestere
- Itt hunyt el 1837-ben Lukijan Mušicki szerb költő, író, nyelvész, görögkeleti püspök, a szerb nemzeti megújulás kiemelkedő alakja.

## Sport

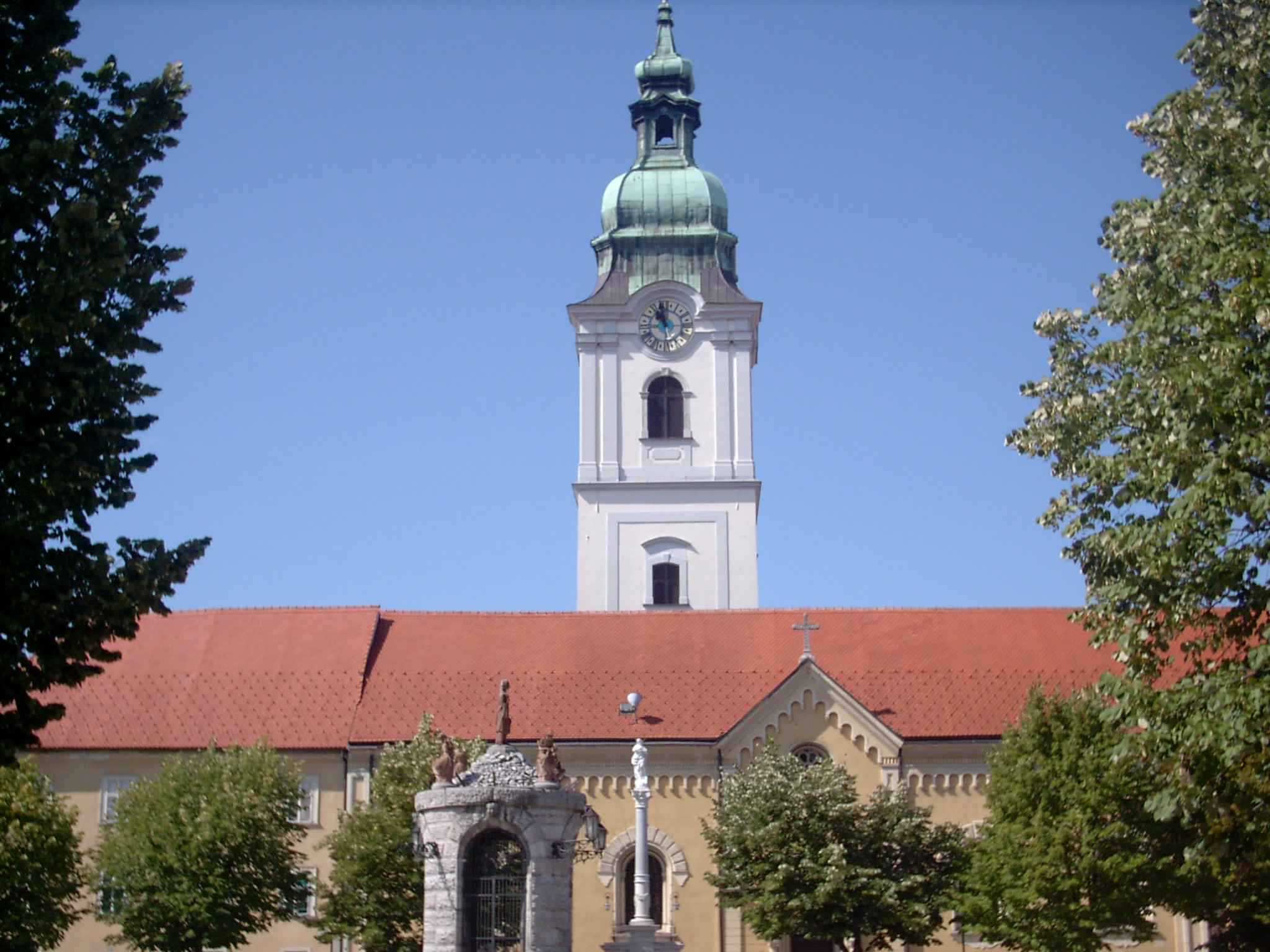
A Szentháromság templom

A városban több nemzetközi sportrendezvényt bonyolítottak le:
- 1970-es kosárlabda-világbajnokság
- 1975-ös kosárlabda-világbajnokság
- 1987-es Universiade
- 2003-as női kézilabda-világbajnokság

1959 és 1974 között "kosárvárosként" volt ismert. A városban ismert kosárlabdázók játszottak.

### Klubok
- Károlyvárosi Röplabdaklub
- Károlyvárosi Horvát Kézilabdaklub
- Kelteks baseball-klub
- Károlyvárosi Labdarúgóklub
- NK Kupa
- NK Ilovac Karlovac

## Oktatás

### Általános iskolák
- Oš Banija
- Oš Braće Seljan
- Oš Dragojle Jarnević
- Oš Dubovac
- Oš Grabrik
- Oš Mahično
- Oš Rečica
- Oš Švarča
- Oš Turanj
- Oš Krnjak-Katarina Zrinski

### Középiskolák
- Közgazdasági-turisztikai Iskola
- Károlyváros Gimnázium
- Orvostudományi Iskola
- Ipari iskola
- Duga Resa-Középiskola
- Erdészeti és erdőgazdálkodási Középiskola
- Technikai Iskola
- Természettudományi Iskola
- Kereskedelmi Iskola
- Zeneiskola

### Egyetemek
- Károlyvárosi Egyetem

## Testvértelepülések
- Kansas City, USA, 2004